# Herminia pallida
Herminia pallida är en fjärilsart som beskrevs av Arnold Spuler 1907. Herminia pallida ingår i släktet Herminia och familjen nattflyn. Inga underarter finns listade i Catalogue of Life.